# Chengguan
Chengguan (chiń. 澄觀 pinyin Chéngguān; kor. 징관 Jinggwan; jap. Chōgan; wiet. Chừng Quan; ur. 738, zm. 23 kwietnia 839) – chiński buddysta, mistrz szkoły huayan i jej czwarty patriarcha. Jego wysiłki spowodowały znaczny rozwój tej szkoły. Znany był także jako Qingliang (chiń. 清涼, pinyin: Qīngliáng; kor. 청량 Chengryang; jap. Seiryō; wiet. Thanh Lương) i jako Qingliang Chengguan.

## Życiorys
Pochodził z Yuezhou (越州), znanego także jako Shanyin (山阴), dzisiaj odpowiada to miastu Shaoxing (绍兴) w prowincji Zhejiang. Jego świeckie nazwisko to Xiahou (夏侯).
Od najwcześniejszych lat studiował teksty buddyjskie. W wieku 11 lat opuścił dom zostając nowicjuszem w Baolin si (宝林寺) w Benzhou (本州), a wieku lat 20 (w 757 r.) pełnym mnichem pod kierunkiem Changzhao (常照) w Miaoshan si (妙善寺). Około 758 r. praktykował w słynnym klasztorze Qixia w Runzhou (dzisiejszy Zhengjiang) (润州) w prowincji Jiangsu. Jego nauczycielem był mistrz winaji Li (醴律师, Li lüshi).
Następnie na krótko powrócił do klasztoru Baolin, skąd powędrował do Quanzhou (泉州) w prowincji Fujian. Studiował tam nauki winaji w klasztorze Kaiyuan. Był wtedy uczniem mistrza winaji Tanyi (昙一) z odłamu nanshan (南山) tej tradycji.
Wkrótce rozpoczął wędrówki po środkowych, zachodnich i północnych Chinach. Odwiedzał słynne buddyjskie centra i studiował różne teksty buddyjskie z różnymi nauczycielami.
Z Kaiyuan si udał się do Jinling (dzisiejszy Nankin), gdzie u mistrza Xuanbi (玄璧) studiował nauki "Szkoły Trzech Traktatów" (chiń. sanlun zong czyli madhjamiki).
W czasie panowania cesarza Daizonga (代宗) (pan. 762–779) przebywał w klasztorze Waguan (瓦官寺) w dzisiejszym Nankinie w prow. Jiangsu. Studiował tam dwa ważne teksty mahajany: Dacheng qixin lun 大乘起信论, pol. Traktat o przebudzeniu wiary w mahajanie) i Nirvana Sutra (Nieban jing涅槃經).
Następnie udał się do Huainan (淮南) w prowincji Anhui, gdzie rozpoczął studia u trzeciego patriarchy huayan - Fazanga. Studiował pod jego kierunkiem komentarze do Sutry Awatamsaki przypisywane wielkiemu koreańskiemu mistrzowi nazwiskiem Yuanxiao (元晓大师 Yuanxiao dashi) żyjącemu w latach 617-686.
Z Huainanu powędrował do Qiantangu (钱塘) (dzisiejsza okolica Hangzhou) w prowincji Zhejiang. Tam w klasztorze Tianzhu (天竺寺) poświęcił się praktyce huayan i dalszym studiom nad Sutrą Awatamsaki.
W 772 r. przybył do Shanxi (剡溪) w prow. Zhejiang, gdzie studiował nauki szkoły "sanlun" – Trzech Traktatów w tradycji Chengdu (成都).
Pomiędzy 775 a 776 r. był uczniem Jingxi Zhanrana (711–782), wielkiego odnowiciela nauk szkoły tiantai, który w młodości także praktykował u mistrza winaji Tanyi.
Dokładnie nie wiadomo, kiedy praktykował chan, ale musiało to być gdzieś pomiędzy 757 a 775 r. Zarówno epitafia Peixiu jak i Guifenga Zongmiego (圭峰宗密) zawierają informację, że praktykował na górze Jing (径山) obok Hangzhou w Zhejiang u mistrza chan Wutaia Wuminga (722–793) ze szkoły heze, której ostatnim mistrzem był potem sam Zongmi. W jego biografii w Song gaoseng zhuan znajdują się informacje, że praktykował on chan jeszcze w dwu innych szkołach; u mistrza Huizhonga (683–769 lub 675-775) i Jingshana Faqina (714–792) ze szkoły "wołowej głowy" oraz Huiyuna (bd), ucznia Laoshana Yifu z "szkoły północnej". W tym okresie otrzymał swoje imię Dharmy Chengguan.
Około 776 r. udał się na wędrówkę po górze Wutai w prowincji Shanxi, a stamtąd powędrował na górę Emei w prowincji Syczuan.
Biografia Chengguana i jego teksty wykazują, że interesował się on różnymi praktykami buddyjskimi, co różniło go od Fazanga (法藏), którego interesowała tylko filozofia. Chengguan nie miał także oporów przy włączeniu idei chanu do swoich tekstów. Różnił się on jednak także od swojego ucznia Zongmiego. Chengguan zajmował się ideami chanu z punktu widzenia myśli huayan, a Zongmi zajmował się myślą huayan z punktu widzenia chanu.
Poznał dogłębnie m.in. Winaję, nauki Szkoły Trzech Traktatów (chiń. Sanlun zong), szkoły tiantai, szkoły chan, Sutrę Wimalakirtiego, Sutrę Mahaparinirwany, Przebudzenie wiary w mahajanie (Mahājānaśraddhotpāda) i inne ważne teksty buddyjskie, oraz literaturę świecką, mantry, języki indyjskie.
Jednak jego głównym zainteresowaniem cieszyła się Sutra Awatamsaki. Wszystkie dostępne źródła stwierdzają, że studiował on huayan u Fashena (718–778), który był z kolei uczniem wielkiego Huiyuana (慧遠, 673-743), ucznia m.in. Fazanga. Samego Huiyuana Chengguan uważał za heretyka, gdyż nie pozostał on wierny naukom Fazanga, ponieważ nie praktykował chanu. Również – chociaż doskonale poznał teksty konfucjańskie i taoistyczne, i korzystał z ich idei – to zdecydowanie uważał te dwie tradycje za podrzędne. Tych, którzy uważali, iż buddyzm, taoizm i konfucjanizm są "jednym" – atakował.
W 769 r. został zaproszony przez cesarza Dezonga do Chang’anu do wzięcia udziału z tłumaczeniu tej sutry przez Pradźnię. Po zakończeniu prac został wyróżniony licznymi honorowymi tytułami: Mistrz Purpurowej Szaty (796), Narodowy Nauczyciel chiń. guoshi) (799), Mnich Profesor (da senglu), Główny Mnich (sengtong), mistrz Dharmy Qingliang (795). Przez wszystkich 7 cesarzy był uznawany za mistrza Dharmy i szanowany.
Po opuszczeniu gory Emei w 776 r. Chengguan powrócił na górę Wutai (五台山), na której pozostał przez następnych 15 lat. Przebywał w klasztorze Huayan, w którym mnisi na jego prośbę wybudowali mu pawilon, gdzie mógłby pisać swoje dzieła.
W latach 784–787 mistrz napisał swoje komentarze do nowego tłumaczenia Sutry girlandowej przez Śikszanandę (skt Śikṣānanda), które zostało ukończone w 799 r. W tym samym roku od cesarza Dezonga (pan. 780-805) otrzymał tytuł Spokojnego Nauczyciela Cesarskiego. Po ukończeniu nowego tłumaczenia Sutry Awatamsaki cesarz nakazał Chengguanowi wyjaśnić mu główne pojęcia tej sutry. Dezong był tak zadowolony z nauk mistrza, że nagrodził go purpurową szatą i tytułem Mistrza Nauk Buddyjskich (chiń. jiaoshou heshang).
W 810 r. wezwał go były cesarz Xianzong (pan. 805-806) i poprosił o wyjaśnienie terminu "dharmadhatu". Po tym spotkaniu mistrz otrzymał stanowisko sengtonga ("kontrolera mnichów"). Był szanowanym nauczycielem przez wszystkich cesarzy; w ciągu jego życia było ich dziewięciu, a był nauczycielem siedmiu z nich.
Z rozkazu cesarza napisał takie dzieła jak:
- Liaoyi (pol. Ujawnienie prawdy)
- Xinyao (pol. Istota umyslu)
- Shirou dezui yinyuan (pol. Przyczyna dlaczego jedzenie mięsa jest grzeszne)

W 811 r. rozpoczął korespondencję z Guifengiem Zongmim, mistrzem chan. W latach 812–813 Zongmi był jego najbliższym uczniem. W epitafium Chengguana napisanym przez Peixiu, twierdzi on, że ze wszystkich jego 38 uczniów Zongmi był jedyny, który zrozumiał najgłębsze znaczenie jego nauk. Zongmi został piątym patriarchą szkoły huayan.
Zmarł 6 dnia 3 miesiąca 839 r. - 23 kwietnia 839 r.
Z jego uczniów 38 osiągnęło sławę jako mistrzowie Dharmy.
Późniejsze pokolenia zwolenników szkoły huayan postrzegały go jak inkarnację Mandziuśriego i nazywały bodhisattwą huayan.

## Kontakty
Jego biografia w Song gaoseng chuan podaje, że miał niezwykle szerokie kontakty, głównie z najwybitniejszymi Chińczykami tego okresu. Szczególnie blisko był związany z wielkim radnym Qi Hangiem (730–804) i szefem Ministerstwa Sprawiedliwości Weiem Jumou (749–801). Inne znane osoby to Wu Yuanheng (758–815), Zheng Yan (752–829), Li Jifu (758–814), Quan Deyu (759–818), Li Fengji (758–835) (wszyscy byli wielkimi radnymi za cesarza Xianzonga). Inni to: Qian Hui (755–829), Gui Deng (754–820) – wicedyrektor Ministerstwa Wojny, Meng Jian (z. 824) – komisarz śledczy w Yuezhou, Wei Dan (bd) – komisarz śledczy w Jiangxi, Li Ziliang (735–795) – wojskowy gubernator Hedongu.

## Nauki
Jedną z głównych jego nauk, które rozwinęły idee szkoły huayan, była jego teoria czworakiego dharmadhatu (法界 fajie). Została ona przez niego opracowana w komentarzu do Fajie guanmen (Percepcje dharmadhatu) Dixina Dushuna i tłumaczenia Gandawjuhy dokonanego przez Pradźnię i siebie.
Teoria Chengguana przyjmuje biegunowość li i shi w celu wypracowania czterech różnorodnych perspektyw w terminach, w jakich dharmadhatu może być rozumiane.
1. Shi fajie (事法界) – dharmadhatu jest postrzegane w terminach zróżnicowanych fenomenów (shi).
2. Li fajie (理法界) – dharmadhatu jest postrzegane w terminach prawdziwej natury (xing), co jest wspólne dla wszystkich dharm
3. Lishi wu’ai fajie (理事無礙法界) – dharmadhatu jako niepowstrzymane wzajemne przenikanie się absolutnego z fenomenalnym
4. Shishi wu’ai fajie (事事無礙法界) – dharmadhatu jako niepowstrzymane wzajemne przenikanie się każdego i wszystkich fenomenów

Te dwie ostatnie idee były najważniejsze i później zaczęły reprezentować różne religijne paradygmaty w tradycji huayan.
Chociaż Chengguan uważał nadrzędność doskonałych nauk Sutry girlandowej za paradygmatyczne wyrażenie "shishi wu’ai" – niepowstrzymanego wzajemnego przenikania się każdego i wszystkich fenomenów, to jego pisma podkreślają także wagę "lishi wu’ai" – niepowstrzymanego wzajemnego przenikania się absolutnego z fenomenalnym, jako podstawy, na której jego wizja się opiera.
Jego myśl zapowiada więc zmianę w metafizyce huayan, która zostanie w pełni zrealizowana przez mistrza chan i 5 patriarchę szkoły huayan Guifenga Zongmiego, który zastąpi "shishi wu’ai" przez jedyne prawdziwe dharmadhatu "lishi wu’ai".

## Dzieła
Teksty znajdujące się w kanonie buddyjskim. T – numer katalogowy tekstu w Taishō shinshū daizōkyō, Tokio 1924-1934; K – numer katalogowy tekstu w The Korean Buddhist Canon: a Descriptive Catalogue, pod red. Lewisa R. Lancastera, Berkeley 1979.
- Dafangguang fohuayan jing shu – napisane pom. 784 a 787 r. w klasztorze Dahuayan. T 1735; K S1 (4 tomy)
- Dafangguang fohuayan jing suishu yanyi chao – napisane pom. 737 a 839. T 1736; K S2 (także jako Huayan jing suishu yanyi chao 華嚴經隨疏演義鈔) 2 tomy

Inne prace:
- Foxue yanjiu zhongxin xuebao (chiń. 佛學研究中心學報; pol. Wstęp do komentarza do Sutry Girlandowej)
- Huayan jing shu (chiń. 華嚴經疏)
- Dafangguang fohuayan jing shu (chiń. 大方广佛华严经疏) - ekstensywny komentarz do sutry (60 tomów).
- Dafangguang fohuayan jing shuyanyi chao (chiń. 大方广佛华严经随疏演义钞) 90 tomów
- Huayan jing xingyuan pinshu (chiń. 华严经行愿品疏) 10 tomów.
- Dahuayan jing luece (chiń. 大华严经略策) 1 tom
- Xinyi huayan jing qichu jiuhui songshi zhang (chiń. 新译华严经七处九会颂释章) 1 tom
- Huayan jing rufajie pinshiba wenda (chiń. 华严经入法界品十八问答) 1 tom
- Sansheng yuanrong guanmen (chiń. 三圣圆融观门) 1 tom
- Huayan fajie xuanjing (chiń. 华严法界玄镜) 2 tomy
- Wuyun guan (chiń. 五蕴观) 1 tom
- Huayan xinyao famen (chiń. 华严心要法门) 1 tom
- Huayan jing gangyao (chiń. 华严经纲要) 3 tomy

Tekst zagubiony
- Shi er yin yuan guan (chiń. 十二因缘观)